# Leo Longanesi
Leo Longanesi (Bagnacavallo, 30 de agosto de 1905 — Milão, 27 de setembro de 1957) foi um gráfico, pintor, escritor, humorista, jornalista e editor italiano. Fundador de L' Italiano (1926-1942) e Omnibus(1937-39).

## Vida
Longanesi é mais conhecido em seu país por suas obras satíricas sobre a sociedade e o povo italiano. Ele também fundou a editora homônima em Milão em 1946 e foi uma figura como o mentor de Indro Montanelli: jornalista, historiador e fundador do Il Giornale, um dos maiores jornais da Itália.
Entre 1927 e 1950 publicou várias revistas, incluindo L'Italiano (1927), Omnibus (1937) e Il Borghese (1950), a última das quais é um semanário cultural e satírico de orientação conservadora. Longanesi se descreveu como um "anarquista cultural", e dirigiu um popular de direita grupo que abraçou conservadorismo, agrária virtudes, anti-democracia e o nostálgico pós-fascismo após a Segunda Guerra Mundial.
Longanesi foi um cartunista elegante e refinado que escreveu vários livros de memórias, caracterizados por uma veia implacável e acenos nostálgicos fascistas (In piedi e seduti, Una vita, Ci salveranno le vecchie zie?).

## Trabalhos

### Livros
- Vade-mecum del perfetto fascista seguito da dieci assiomi per il milite ovvero Avvisi ideali (1926)
- Cinque anni di rivoluzione (1927)
- L'Almanacco di Strapaese, com Gino Maccari (1928)
- Vecchio Sport (extract) (1935)
- Piccolo dizionario borghese, com Vitaliano Brancati (1941)
- Parliamo dell'elefante: frammenti di un diario (1947)
- In piedi e seduti (1919-1943) (1948)
- Il mondo cambia. Storia di cinquant'anni (1949)
- Una vita. Romanzo (1949)
- Il destino ha cambiato cavallo (1951)
- Un morto fra noi (1952)
- Ci salveranno le vecchie zie? (1953)
- L'onesto Signor Bianchi (1953)
- Lettera alla figlia del tipografo (1957)
- La sua signora. Taccuino di Leo Longanesi (1957)
- Me ne vado. Ottantun incisioni in legno (1957)
- L'italiano in guerra, 1915-1918 (1965, póstumo)
- I Borghesi Stanchi (1973, póstumo)
- Il Generale Stivalone (2007, póstumo)
- Faust a Bologna (2013, póstumo)
- Morte dell'Imperatore (2016, póstumo)

### Stage
- Due Servi, com Mino Maccari (1924)
- Una conferenza (1942)
- Il commendatore (1942)
- Il suo cavallo (1944)
- La colpa è dell'anticamera (1946)

### Filme
- Heartbeat, com Mario Camerini and Ivo Perilli (1939)
- Dieci minuti di vita, com Steno and Ennio Flaiano (incompleto, 1943)
- Quartieri alti, com Steno, Renato Castellani, Mario Soldati and Ercole Patti (1945)

### Desenhos
- A gun aimed on Italy
- Literary graphic (1)
- Literary graphic (2)

### Comerciais
- Supercortemaggiore (Agip)
- Agipgas (Agip)
- Vespa (Vespa)
- Moto Guzzi (Moto Guzzi)
- Adolph's (Adolph's)